# Juha Tikka
Juha Yrjö Julius Tikka, född 30 december 1929 i Helsingfors, död 13 december 2001, var en finländsk sjöofficer.  
Tikka genomgick sjökadettkursen 1951–1953, Krigshögskolan 1961–1963 samt Naval War College i Newport, Rhode Island, 1969–1970. I slutet av sin karriär avancerade han till kommendör för sjöstridskrafterna, en befattning han innehade 1983–1990. Han uppnådde konteramirals grad 1983.